# Инах
Инах (грч. Ίναχος, лат. Inachus) је бог истоимене реке у Арголиди. Син титана Океана и његове жене Тетије.

## Митологија
Инах је, после великог потопа света, ископао мрежу канала у Аргу, и тако исушио земљу и омогућио да се људи поново населе.
Форонеј, син Инахов, је, према легендама аргејским, био први човек на свету и оснивач првог људског насеља.
Према Вергилију, као и према неким новијим ауторима, Инах је био отац аргејског краља Акрисија, који је иначе сматран сином краља Абанта.
Легенде о Инаху и његовом сину Форонеју су локалног карактера, али због важности Арга и Арголиде у грчким митовима и историји, продрли су у свест целе антике, тако да је и Софокле написао трагедију „Инах“.